# PK (película)
P.K. o Peekay es una película de la India del género comedia dramática del año 2014 dirigida por Rajkumar Hirani. Protagonizada por Aamir Khan y Anushka Sharma. La película causó gran polémica debido a que diversos líderes religiosos la consideraban una ofensa para sus religiones.

## Trama
Un alíen es enviado de su planeta natal hasta la tierra, solo llevando consigo un collar raro, su mando, que es lo único que le permite ir a su casa. Pero desafortunadamente un ladrón le roba el collar. Desde entonces, comenzará una pesada búsqueda de su mando entre la gente de la India donde las personas le llaman PK (que significa borracho). Mientras él pide ayuda, nadie le socorre, ni le ayuda. Por lo tanto, comprende que un dios tal vez pueda ayudarlo, y comienza a practicar todas las religiones existentes en la India, hasta que se encuentra con la religión liderada por Tapasvi Mahara, que tenía en su poder el mando robado. Mientras intenta recuperarlo, PK conoce a una chica llamada Jaggu Anushka Sharma y los dos tratarán de combatir con Tapasvi para convencerlo de que el collar es del alíen y que su religión está equivocada.

## Reparto
- Aamir Khan como P.K.

- Anushka Sharma como Jagat Janani / Jaggu.
- Sanjay Dutt como Bhairon Singh.
- Boman Irani como Cherry Bajwa.
- Saurabh Shukla como Tapasvi Maharaj.
- Sushant Singh Rajput como Sarfaraz Yousuf.
- Parikshat Sahni como El padre de Jaggu.
- Amardeep Jha como La madre de Jaggu.
- Reema Debnath	como Puljaria.

## Banda sonora
La banda sonora de la película está compuesta por Shantanu Moitra, Ajay Atul Tiwari y Ankit con letras escritas por Swanand Kirkire, Amitabh Varma y Manoj Muntaseeeehir. La banda sonora completa fue lanzada el 17 de noviembre de 2014.
- Tharki Chokro
- Love is a Waste of Time
- Nanga Punta Dost
- Chaar Kadam
- Bhagwan Hai Kahan Re TuDew
- Dil Darbadar
- PK Dance Theme